# Војводство кујавско-поморско
Војводство Кујавско-Поморје (пољ. Województwo kujawsko-pomorskie) је једно од 16 Пољских Војводства. Налази се у северном делу централне Пољске. Основано је 1999. године од Бидгошког, Вроцлавског и Торуњског војводства.
У почетку је предвићено да овај регион постане део великог војводства Поморје (Влоцлавек је требало да постане део војводства Лођ), али услед протеста становништва планови су одбачени. Седиште војводства је Бидгошч

### Војводе
- 1999—2001 Јозеф Рогацки (Józef Rogacki)
- 2001—2006 Ромуалд Косјењак (Romuald Kosieniak)
- 26.01.2006-24.07.2006 Јозеф Рамалу (Józef Ramlau)
- 7.11.2006-29.11.2007 Збигњев Хофман (Zbigniew Hoffmann)
- 29.11.2007- Рафау Бруски (Rafał Bruski)

## Географија
Географске регије у војводству су: Хмелмињско, Добжињско, Гњезњењско и Крајењско појезерје, као и Торуњско-Еберсвалдска прадолина

Историјске регије: Кујави, Поморје, Хелмињска земља, Добжињска земља

Највеће реке: Висла њене притоке: десна - Дрвеца, леве- Брда, Вда; као и река Нотећ

Језера: Влоцлавско, Гопло, Корновско

### Положај
Граничи се са војводствима : 
- Поморје
- Варминско-Мазурским
- Мазовским
- Лођским
- Великопољским

### Градови
(по броју становика)

#### Градови са статусом повјата
- Бидгошч, 366891 становника (2005)
- Торуњ, 207828 становника (2005)
- Влоцлавек, 120440 становника (2004)
- Груђондз, 99850 становника (2005)

#### Остали градови
(са преко 5 000 становника)
- Иновроцлав, 77647 становника
- Бродњица, 27895 становника
- Свјеће, 27000 становника
- Хелмно, 21100 становника (2000)
- Накло над Нотећем, 20000 становника (1988)
- Хелмжа, 15500 становника (2000)
- Солец Кујавски, 14900 становника (2005)
- Рипин, 14900 становника,
- Вабжезно, 14500 становника (1988)
- Липно, 14200 становника (1988)
- Жњин, 13100 становника (1988)
- Тухола, 13000 становника (1988)
- Александров Кујавски, 12600 становника (1998)
- Могилно, 11900 становника (1988)
- Ћехоћинек, 11300 становника (2000)
- Голуб-Добжињ, 10400 становника (1988)
- Короново, 9600 становника
- Крушвица, 9700 становника (2002)
- Шубин, 8400 становника
- Јањиково, 8200 становника
- Барћин, 8400 становника (1998)
- Сеполно Крајењскје, 7900 становника
- Гњевково, 7500 становника
- Тжемешно, 7500 становника
- Нове, 6300 становника
- Рађејов, 6000 становника
- Пакошћ, 5700 становника
- Стжелно, 5700 становника
- Вјецборк, 5400 становника

## Заштита природе
- 8 крајобразових паркова (парк у коме је могуће вршити индустријске делатности али у ограниченом обиму)
- 91 резерват природе (2004)
- 1708 споменика природе, од тога 891 појединачних стабала, 642 група стабала, 87 ледничких стена, 55 алеја покрај пута и 57 осталих објеката.